# Волкович, Данила Иванович
Дани́ла Ива́нович Волко́вич (5 (18) апреля 1900 — 27 декабря 1937) — советский партийный и государственный деятель, в 1937 г. первый секретарь ЦК КП Беларуси и председатель СНК БССР.

## Биография
Родился в д. Занеманск (ныне в черте г. Мосты) Гродненской губернии. Белорус. В 1915 с семьёй переехал в Вятскую губернию. Член РКП(б) с 1918 г.
В 1918—1920 служил в РККА, зам. председателя ЧК, секретарь комитета РКП (б) Малмыжского уезда Вятской губернии. В августе-сентябре 1920 г. участвовал в войне с Польшей.
В 1920—1921 боролся с контрреволюцией в Бобруйском и Мозырском уездах Белоруссии. С 1921 года на комсомольской и партийной работе в БССР. В 1930—1934 секретарь Могилевского окружкома, Климовичского и Бобруйского райкомов КП(б)Б.
С февраля по август 1934 года заместитель наркома земледелия БССР. В августе того же года избран вторым секретарём ЦК Компартии Беларуси, в январе 1937 года — первым секретарём.
Первый белорус, руководивший КПБ. Пробыл в этой должности полтора месяца (с 25 января по 14 марта 1937 года). За «лепельское дело» (во время всесоюзной переписи многие жители Лепельского района отказались отвечать на вопросы переписчиков) снова понижен до второго секретаря ЦК КПБ.
30 мая 1937 года на сессии БелЦИК избран председателем Совнаркома БССР.
В начале сентября его срочно вызвали в Москву на совещание к наркому тяжёлой промышленности СССР. В столице его арестовали по делу «Объединенного антисоветского подполья», предъявив обвинения во вредительстве и работе на западные разведки. 27 ноября 1937 года Волкович был расстрелян.
В 1934—1937 гг. член Бюро ЦК КП(б)Б, в 1931—1937 гг. член ЦИК БССР.
Его именем названа улица в Гродно.